# عماد (لغة)
العماد، ويسمى دعامة أيضا، هو كلمة يعتمد عليها معنى الكلام.

## في العربية
العماد في العربية هو المسمى ضمير الفصل وهو ضمير رفع منفصل يقع بين المبتدأ والخبر لتمييز الخبر من التابع. نحو «زيد هو العالم» فلو قلت «زيد العالم» لانتظر السامع خبر زيد ظنا منه أن العالم صفة لزيد، فلما جئت بالضمير «هو» تعين العالم خبرا. يؤتى بهذا الضمير للتوكيد وحكمه التصرف حسب ما قبله تذكيرا وتأنيثا وإفرادا وتثنية وجمعا.

## في سائر اللغات
العماد في سائر اللغات هو المسمى الرابطة وهو كلمة تربط المبتدأ بالخبر. وتكون الرابطة في أكثر الحالات فعلا ويسمى فعل الربط.